# Larry Brock
Pour les articles homonymes, voir Brock.
Lawrence J. Brock (né le 1964) est un homme politique canadien en Ontario. Il représente la circonscription fédérale ontarienne de Brantford—Brant à titre de député conservateur à partir de 2021.

## Biographie
Né à Brantford au Ontario, Brock travaille comme procureur de la Couronne avant son élection.